# Rallye de Suède 1986
Le Rallye de Suède 1986 (36th International Swedish Rally), disputé du 14 au 16 février 1986, est la cent-quarante-neuvième manche du championnat du monde des rallyes (WRC) courue depuis 1973, et la deuxième manche du Championnat du monde des rallyes 1986.

## Contexte avant la course

### Le championnat du monde
Ayant succédé en 1973 au championnat international des marques (en vigueur de 1970 à 1972), le championnat du monde des rallyes comprend généralement une douzaine manches, comprenant les plus célèbres épreuves routières internationales, telles le Rallye Monte-Carlo, le Safari ou le RAC Rally. Depuis 1979, le championnat des constructeurs a été doublé d'un championnat pilotes, ce dernier remplaçant l'éphémère Coupe des conducteurs, organisée à seulement deux reprises en 1977 et 1978. Le calendrier 1986 intègre treize manches pour l'attribution du titre de champion du monde des pilotes mais seulement onze sélectives pour le championnat des marques (le Rallye de Côte d'Ivoire et le Rallye Olympus en étant exclus). Les épreuves sont réservées aux catégories suivantes :
- Groupe N : voitures de grande production de série, ayant au minimum quatre places, fabriquées à au moins 5000 exemplaires en douze mois consécutifs ; modifications très limitées par rapport au modèle de série (bougies, amortisseurs).
- Groupe A : voitures de tourisme de grande production, fabriquées à au moins 5000 exemplaires en douze mois consécutifs, avec possibilité de modifications des pièces d'origine ; poids minimum fonction de la cylindrée.
- Groupe B : voitures de grand tourisme, fabriquées à au moins 200 exemplaires en douze mois consécutifs, avec possibilité de modifications des pièces d'origine (extension d'homologation portant sur 5% de la production[2]).

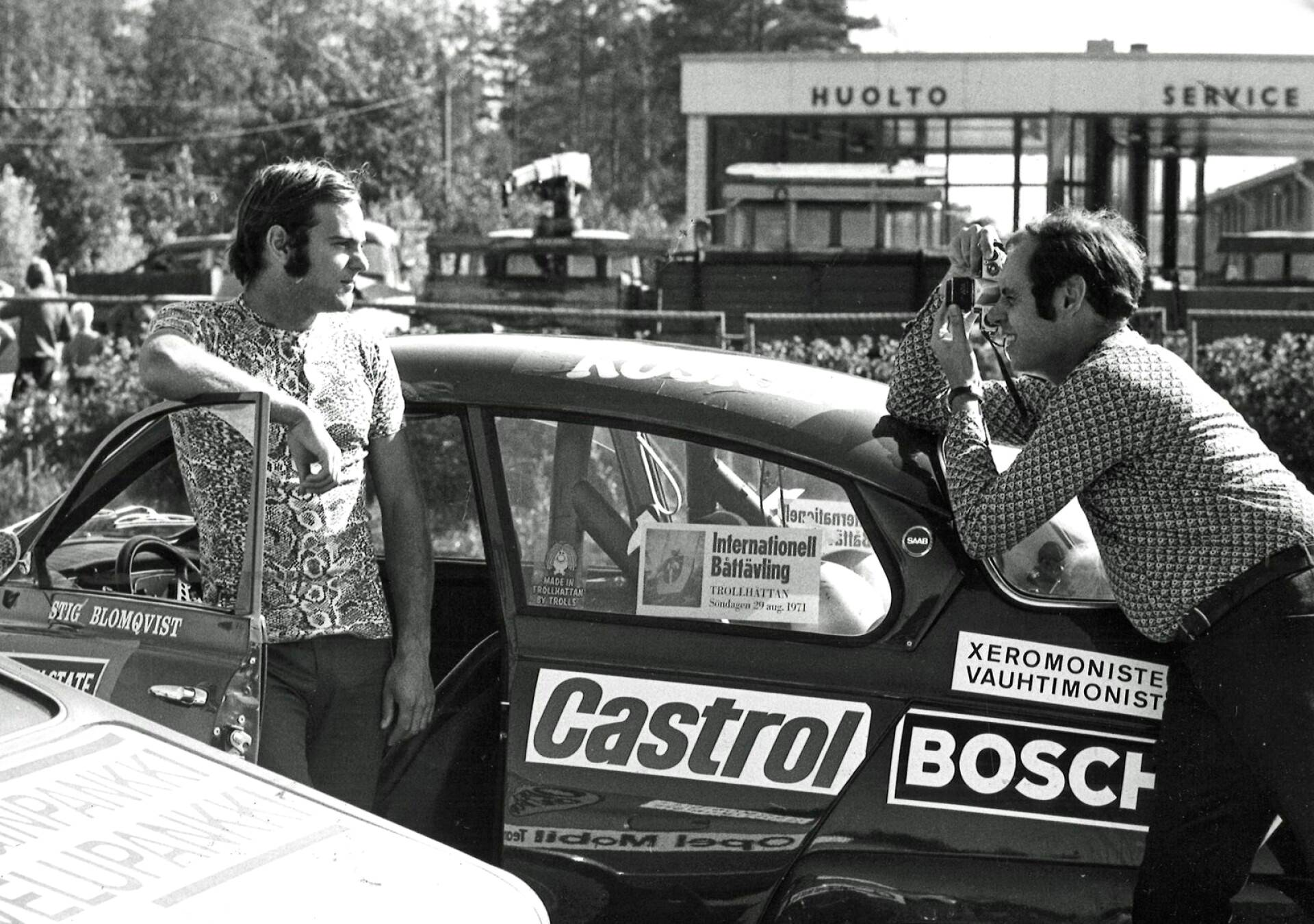
Stig Blomqvist (vu ici en 1971) s'est imposé sept fois en Suède.

La saison 1985 avait été marquée par la domination de la 205 Turbo 16, donnant à Peugeot son premier titre de champion du monde des constructeurs aux dépens d'Audi, Timo Salonen décrochant le titre des pilotes. L'année 1986 s'annonce toutefois plus difficile pour le constructeur français depuis l'arrivée de la Lancia Delta S4 qui, aux mains d'Henri Toivonen s'est imposée lors de l'épreuve inaugurale, à Monte-Carlo. La voiture italienne avait déjà créé la sensation lors de sa première sortie, au Rallye de Grande-Bretagne 1985, où Toivonen avait triomphé devant son coéquipier Markku Alén.

### L'épreuve
Le premier Rallye du soleil de minuit fut organisé en juin 1950 sur des chemins de terre emmenant les concurrents jusqu'au cercle polaire, à travers les forêts scandinaves. L'excellente qualité des pistes empruntées et le professionnalisme des organisateurs suédois contribuèrent grandement au succès de cette épreuve, qui fut intégrée au championnat européen de grand tourisme dès sa création en 1953. En 1966, l'épreuve, rebaptisée «Rallye de Suède» fut organisée en février et devint hivernale, une spécificité maintenue depuis. Depuis 1973, le Rallye de Suède figure également au calendrier du championnat du monde. Entre 1971 et 1984, Stig Blomqvist a remporté sept fois son épreuve nationale, un record.

## Le parcours
- départ : 14 février 1986 de Karlstad
- arrivée : 16 février 1986 à Karlstad

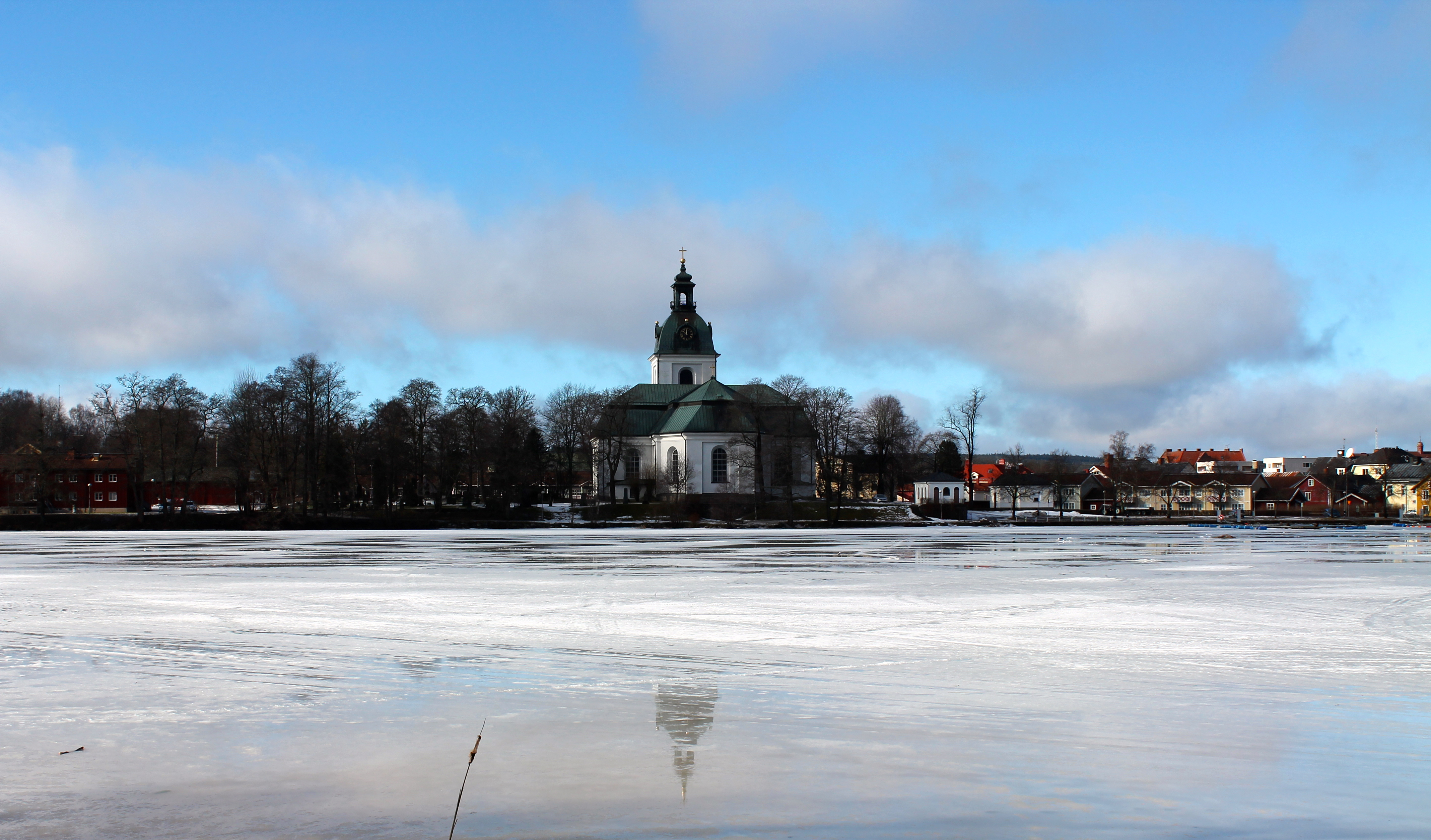
Filipstad, sur le parcours de la première étape du rallye de Suède.

- distance : 1 670,68 km dont 556,79 km sur 30 épreuves spéciales
- surface : neige et glace
- Parcours divisé en trois étapes[5]

### Première étape
- Karlstad - Filipstad - Malung - Torsby - Karlstad, 644 km, le 14 février
- 11 épreuves spéciales, 217,2 km

### Deuxième étape
- Karlstad - Hagfors - Torsby - Arvika - Karlstad, 672,7 km, le 15 février
- 12 épreuves spéciales, 227,69 km

### Troisième étape
- Karlstad - Årjäng - Karlstad, 353,98 km, le 16 février
- 7 épreuves spéciales, 111,9 km

## Les forces en présence
- Peugeot

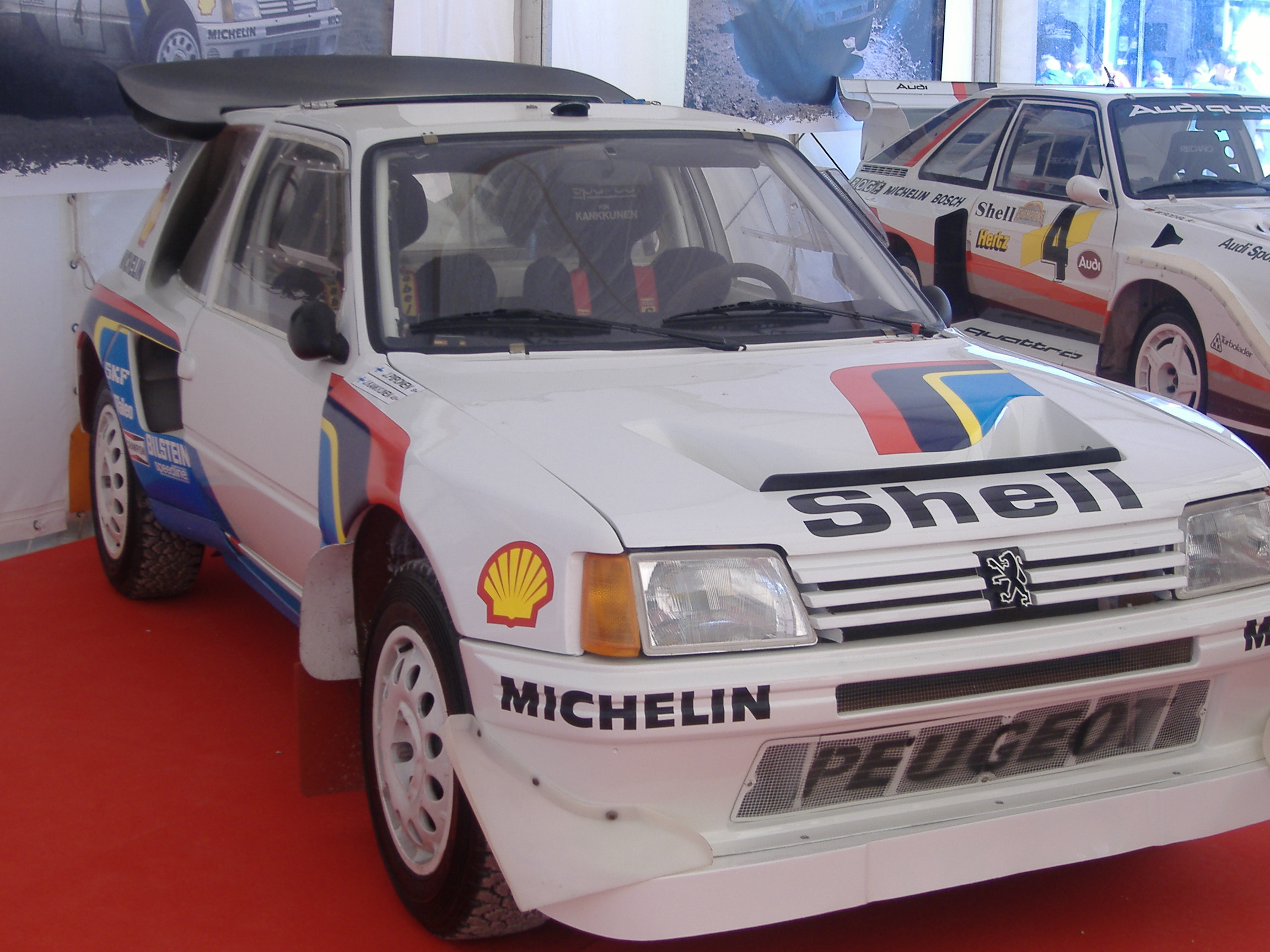
La Peugeot 205 Turbo 16 Évolution 2

Peugeot-Talbot Sport aligne deux 205 Turbo 16 Évolution 2 à transmission intégrale pour Timo Salonen et Juha Kankkunen. Des renforts de carrosserie ont été ajoutés en prévision des contacts avec les murs de neige, portant le poids de ces voitures de 3,83 mètres de long à une tonne. Placé en position centrale arrière, le moteur quatre cylindres, d'une cylindrée de 1775 cm3, est alimenté par un système d'injection électronique Bosch associé à un turbocompresseur Garrett. À l'issue de la séance d'essai préliminaire, Salonen a demandé le montage d'un turbo plus petit et une diminution de la pression de suralimentation, afin de bénéficier d'une plus grande souplesse du moteur. Sa voiture développe 420 chevaux à 7500 tr/min, contre 450 chevaux à 7500 tr/min pour celle de son coéquipier. Tous deux utilisent des pneus Michelin.
- Lancia

La Scuderia Lancia a engagé deux Lancia Delta S4 groupe B qui seront aux mains de Markku Alén et d'Henri Toivonen. Ces voitures ont la même architecture que les 205 Turbo 16 (transmission intégrale, moteur central arrière), mais la particularité de leur quatre cylindres de 1759 cm3 est de comporter un double système de suralimentation, comprenant un compresseur volumétrique à lobes Abarth et un turbocompresseur KKK, le système d'injection électronique étant conçu par Magneti Marelli. La pression de suralimentation retenue pour l'épreuve suédoise autorise une puissance maximale de 430 chevaux à 8000 tr/min. Pesant environ 1050 kg, les Lancia sont chaussées de pneus Pirelli.
- MG

Les deux MG Metro 6R4 groupe B préparées par Austin Rover seront confiées à Per Eklund et Malcolm Wilson. Très courtes (3,66 mètres), elles se révèlent particulièrement agiles et maniables. Comme les Peugeot et les Lancia, les MG disposent d'une transmission intégrale et d'un moteur central arrière, un V6 atmosphérique de 2991 cm3 alimenté par un système d'injection électronique Lucas délivrant 410 chevaux à 8500 tr/min. Elles pèsent 1020 kg et utilisent des pneus Michelin.
- Citroën

Comme au Rallye Monte-Carlo, Jean-Claude Andruet et Philippe Wambergue piloteront les BX 4TC groupe B, berlines à moteur avant et transmission intégrale pesant environ 1150 kg. Dérivé du bloc de la Chrysler 180, leur quatre cylindres de 2140 cm3 est alimenté par un système d'injection mécanique Bosch associé à un turbocompresseur KKK. La puissance maximale est de 380 chevaux à 7000 tr/min. Les BX mesurent 4,59 mètres de long et sont équipées de pneus Michelin.
- Ford

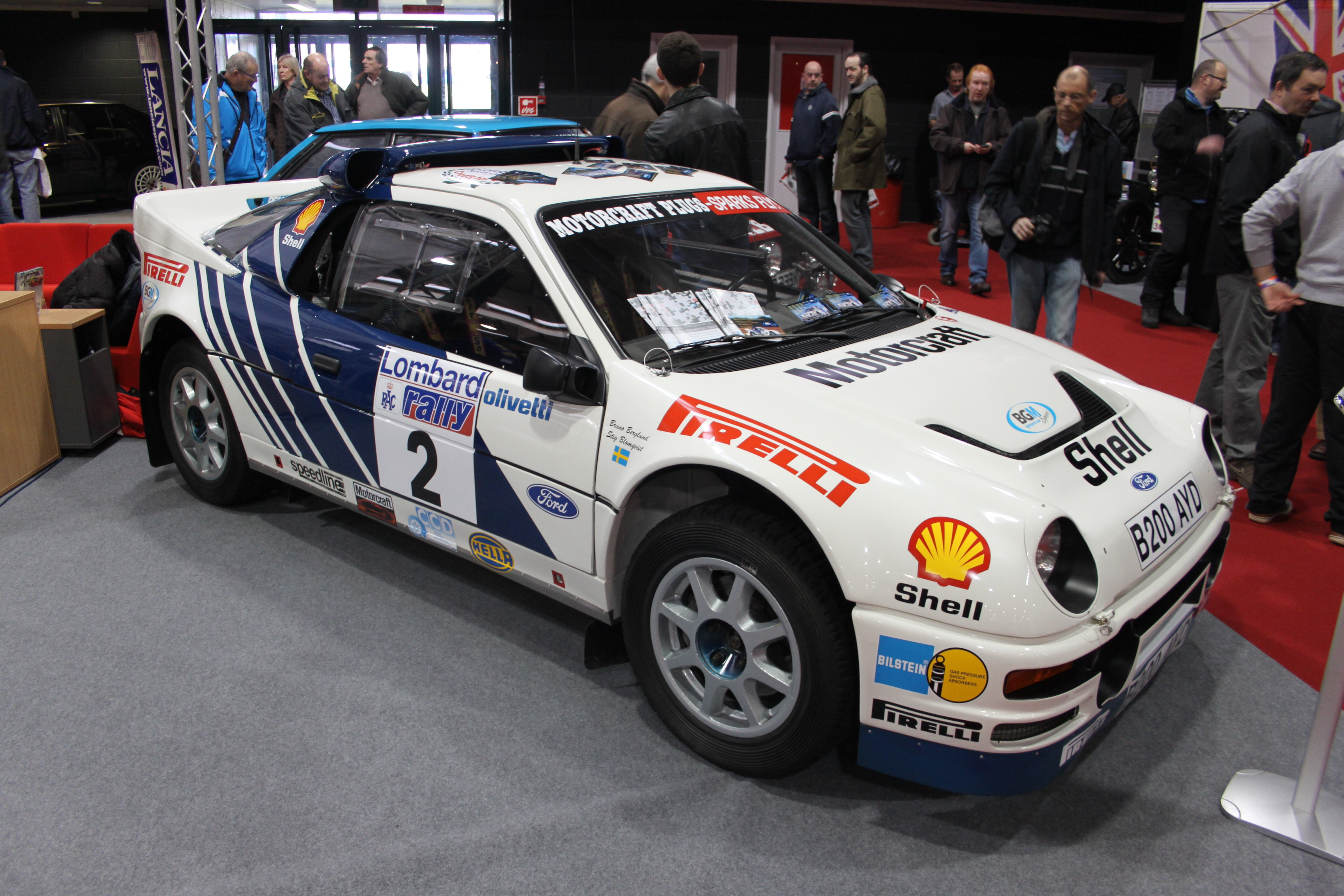
La Ford RS200 groupe B.

Après une première apparitions au Rallye de Norvège aux mains de Stig Blomqvist, la Ford RS200 groupe B effectue en Suède sa première sortie en championnat mondial. Deux voitures ont été engagées par Ford Motor, Blomqvist étant épaulé par son compatriote Kalle Grundel. Dotée d'une transmission intégrale avec différentiel central Ferguson et d'un moteur quatre cylindres de 1803 cm3 placé en position centrale arrière, la RS200 pèse environ 1100 kg et mesure quatre mètres de long. L'alimentation est assurée par un système d'injection Bosch associé à un turbocompresseur Garrett. La puissance disponible est de 420 chevaux à 8000 tr/min. Les Ford utilisent des pneus Pirelli.
- Audi

Le constructeur d'Ingolstadt ne participe pas officiellement à l'épreuve mais la marque aux anneaux est largement représentée par des pilotes privés nordiques et l'on trouve au départ de nombreuses Audi à transmission intégrale, engagées en groupe A. Les plus en vue sont les Audi 90 Quattro de Mikael Ericsson et de Sören Nilsson, le Coupé Quattro de Gunnar Pettersson ou encore la 80 Quattro de Sebastian Lindholm, des voitures dont le moteur cinq cylindres atmosphérique développe environ 200 chevaux.
- Opel

Parmi les nombreux pilotes privés s'alignant sur des Opel Kadett GSi groupe A, on note la présence de Björn Johansson et de Mats Jonsson.
- Mazda

Le Mazda rallye Team Europe a préparé une 323 4WD groupe A (moteur avant, quatre roues motrices, 1020 kg, 220 chevaux), confiée à Ingvar Carlsson. Elle est équipée de pneus Michelin.
- Volkswagen

Kenneth Eriksson dispose d'une Golf GTI groupe A engagée par Volkswagen Motorsport, de nombreux pilotes privés prenant également le départ sur des Golf groupe A ou groupe N. La version groupe A d'Eriksson pèse 880 kg. Le moteur quatre cylindres de 1781 cm3 à injection mécanique Bosch développe 170 chevaux, la puissance étant transmise aux roues avant. Elle est chaussée de pneus Pirelli.
- Subaru

L'équipe Subaru aligne trois Leone RX Turbo groupe A pour Roger Ericsson, Arne Allansson et Bror Danielsson. Ces berlines à transmission intégrale sont dotées d'un moteur boxer turbocompressé, développant 210 chevaux. Elles pèsent 1050 kg.
- Ford

Ola Strömberg prendra le départ sur une Escort RS Turbo groupe A d'une puissance de l'ordre de 220 chevaux.
- Alfa Romeo

Jacques Panciatici dispose à nouveau de l'Alfa Romeo 33 4x4 avec laquelle il s'était imposé en groupe N au Rallye Monte-Carlo. Pratiquement de série, elle est motorisée par un quatre cylindres boxer de 110 chevaux.

## Déroulement de la course

### Première étape

#### Karlstad - Malung
Les concurrents s'élancent de Karlstad le vendredi matin, par un temps sec et froid, sur des routes enneigées. Au volant de sa Peugeot 205, le champion du monde Timo Salonen survole les débats, et va remporter les six épreuves spéciales de la journée, ralliant Malung avec près d'une minute d'avance sur la Lancia d'Henri Toivonen. La bataille pour la  deuxième place est très serrée, la 205 de Juha Kankkunen et la nouvelle Ford RS200 de Stig Blomqvist n'étant qu'à quelques secondes de Toivonen. Suivent un peu plus loin la Lancia de Markku Alén (dont le moteur ne donne pas toute sa puissance) et la Ford de Kalle Grundel, qui a perdu près d'une minute à cause d'une crevaison. Les MG Metro ont toutes deux rencontré des problèmes mécaniques, le moteur de Per Eklund ayant cassé dans le deuxième secteur chronométré alors que Malcolm Wilson a perdu plusieurs minutes à cause d'une boîte bloquée et ne pointe qu'au neuvième rang, précédé par l'Audi de Mikael Ericsson et la Mazda d'Ingvar Carlsson, qui se disputent la tête du groupe A. Les Citroën BX de Jean-Claude Andruet et de Philippe Wambergue sont affectées d'un sous-virage chronique et leurs pilotes ont bien du mal à tenir le rythme des meilleures voitures du groupe A ; ils occupent respectivement les dixième et douzième places, à plus de cinq minutes de Salonen.
| Pos. | Pilote              | Copilote          | Voiture                 | Groupe | Temps       | Écart        |
| ---- | ------------------- | ----------------- | ----------------------- | ------ | ----------- | ------------ |
| 1    | Timo Salonen        | Seppo Harjanne    | Peugeot 205 Turbo 16 E2 | B      | 49 min 06 s |              |
| 2    | Henri Toivonen      | Sergio Cresto     | Lancia Delta S4         | B      | 50 min 03 s | + 57 s       |
| 3    | Juha Kankkunen      | Juha Piironen     | Peugeot 205 Turbo 16 E2 | B      | 50 min 11 s | + 1 min 05 s |
| 4    | Stig Blomqvist      | Bruno Berglund    | Ford RS200              | B      | 50 min 19 s | + 1 min 13 s |
| 5    | Markku Alén         | Ilkka Kivimäki    | Lancia Delta S4         | B      | 50 min 51 s | + 1 min 45 s |
| 6    | Kalle Grundel       | Benny Melander    | Ford RS200              | B      | 52 min 40 s | + 3 min 34 s |
| 7    | Mikael Ericsson     | Reinhard Michel   | Audi 90 Quattro         | A      | 53 min 50 s | + 4 min 44 s |
| 8    | Ingvar Carlsson     | Jan-Olof Bohlin   | Mazda 323 4WD           | A      | 53 min 51 s | + 4 min 45 s |
| 9    | Malcolm Wilson      | Nigel Harris      | MG Metro 6R4            | B      | 53 min 59 s | + 4 min 53 s |
| 10   | Jean-Claude Andruet | Annick Peuvergne  | Citroën BX 4TC          | B      | 54 min 07 s | + 5 min 01 s |
| 11   | Gunnar Pettersson   | Arne Pettersson   | Audi Coupé Quattro      | A      | 54 min 22 s | + 5 min 16 s |
| 12   | Philippe Wambergue  | Jean-Bernard Vieu | Citroën BX 4TC          | B      | 54 min 52 s | + 5 min 46 s |
| 13   | Roger Ericsson      | Per Rosendahl     | Subaru Leone RX Turbo   | A      | 54 min 57 s | + 5 min 51 s |
| 14   | Sören Nilsson       | Åke Gustavsson    | Audi 90 Quattro         | A      | 55 min 17 s | + 6 min 11 s |
| 14=  | Kenneth Eriksson    | Peter Diekmann    | Volkswagen Golf GTI     | A      | 55 min 17 s | + 6 min 11 s |
| 16   | Ola Strömberg       | Per Carlsson      | Ford Escort RS Turbo    | A      | 55 min 27 s | + 6 min 21 s |

#### Malung - Karlstad
Avant le départ de la spéciale de Gärdås, Blomqvist doit faire remplacer la pompe à eau de sa Ford ; il pointe avec un retard de treize minutes et encaisse cent-trente secondes de pénalisation, perdant une place au profit d'Alén. Alors qu'il dominait largement l'épreuve, Salonen renonce peu après, le filtre à huile de sa 205 s'étant détaché, la fuite de lubrifiant entraînant un incendie dans le compartiment moteur. Toivonen, qui vient de réaliser le meilleur temps, se retrouve en tête avec quatorze secondes d'avance sur Kankkunen et dix-sept sur Alén. Il va dès lors continuellement creuser l'écart sur ses poursuivants pour rallier le parc fermé de Karlstad, peu avant minuit, avec un avantage de plus d'une minute sur Kankkunen. Toujours ralenti par des problèmes de moteur, Alén a perdu progressivement du terrain et Blomqvist en a profité pour s'emparer de la troisième place. Wilson est remonté en sixième position, à un peu plus d'une minute de Grundell. Respectivement septième et huitième devant Andruet, Ericsson et Carlsson se disputent toujours la tête du groupe A. Quatre-vingt-sept équipages restent en course.
| Pos. | Pilote              | Copilote          | Voiture                 | Groupe | Temps           | Écart         |
| ---- | ------------------- | ----------------- | ----------------------- | ------ | --------------- | ------------- |
| 1    | Henri Toivonen      | Sergio Cresto     | Lancia Delta S4         | B      | 1 h 53 min 19 s |               |
| 2    | Juha Kankkunen      | Juha Piironen     | Peugeot 205 Turbo 16 E2 | B      | 1 h 54 min 23 s | + 1 min 04 s  |
| 3    | Stig Blomqvist      | Bruno Berglund    | Ford RS200              | B      | 1 h 56 min 03 s | + 2 min 44 s  |
| 4    | Markku Alén         | Ilkka Kivimäki    | Lancia Delta S4         | B      | 1 h 56 min 11 s | + 2 min 52 s  |
| 5    | Kalle Grundel       | Benny Melander    | Ford RS200              | B      | 1 h 58 min 04 s | + 4 min 45 s  |
| 6    | Malcolm Wilson      | Nigel Harris      | MG Metro 6R4            | B      | 1 h 59 min 31 s | + 6 min 12 s  |
| 7    | Mikael Ericsson     | Reinhard Michel   | Audi 90 Quattro         | A      | 2 h 02 min 27 s | + 9 min 08 s  |
| 8    | Ingvar Carlsson     | Jan-Olof Bohlin   | Mazda 323 4WD           | A      | 2 h 02 min 56 s | + 9 min 37 s  |
| 9    | Jean-Claude Andruet | Annick Peuvergne  | Citroën BX 4TC          | B      | 2 h 03 min 00 s | + 9 min 41 s  |
| 10   | Gunnar Pettersson   | Arne Pettersson   | Audi Coupé Quattro      | A      | 2 h 03 min 21 s | + 10 min 02 s |
| 11   | Philippe Wambergue  | Jean-Bernard Vieu | Citroën BX 4TC          | B      | 2 h 05 min 40 s | + 12 min 21 s |
| 11=  | Ola Strömberg       | Per Carlsson      | Ford Escort RS Turbo    | A      | 2 h 05 min 40 s | + 12 min 21 s |
| 13   | Sören Nilsson       | Åke Gustavsson    | Audi 90 Quattro         | A      | 2 h 05 min 48 s | + 12 min 29 s |
| 14   | Kenneth Eriksson    | Peter Diekmann    | Volkswagen Golf GTI     | A      | 2 h 06 min 01 s | + 12 min 42 s |
| 15   | Roger Ericsson      | Per Rosendahl     | Subaru Leone RX Turbo   | A      | 2 h 06 min 56 s | + 13 min 37 s |

### Deuxième étape

#### Karlstad - Torsby

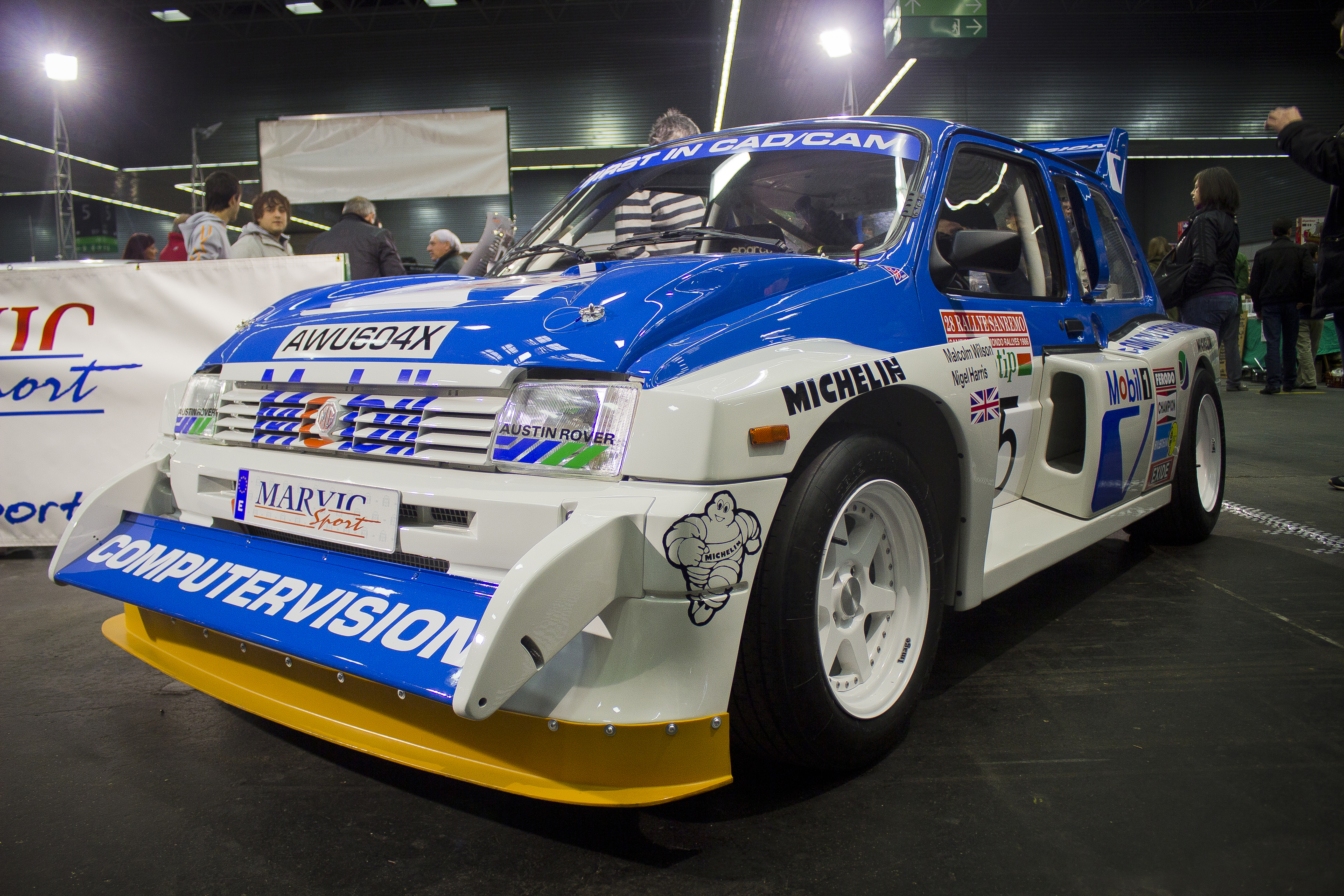
La MG Metro 6R4 de Malcolm Wilson. Auteur d'une course brillante, le pilote britannique s'était hissé à la troisième place avant d'être lâché par sa mécanique.

Les équipages repartent de Karlstad le samedi matin. Blomqvist est éliminé d'emblée, moteur cassé. Dans le même secteur, un bris de soupape survient sur la Lancia de Toivonen. Le Finlandais termine tout de même la spéciale, conservant la tête de la course, mais abandonne aussitôt. Kankkunen se retrouve à la première place, avec plus de deux minutes d'avance sur Alén et plus de trois et demie sur Grundel. Le pilote Peugeot contrôle dès lors facilement la situation, le remplacement du turbo sur la voiture d'Alén n'ayant pas corrigé les dysfonctionnements du moteur. Une petite sortie de route de Grundel permet à Wilson de s'emparer de la troisième place, mais le pilote britannique va à son tour être lâché par son moteur, à la suite d'un problème de distribution. À la pause de Torsby, près de trois minutes séparent Kankkunen de son premier poursuivant tandis que Grundel, troisième, est maintenant à plus de six minutes du leader. Un problème électrique a entraîné l'abandon de Carlsson, laissant Ericsson et Pettersson se disputer la victoire en groupe A. Tous deux précèdent les Citroën d'Andruet et Wambergue, respectivement sixième et septième.
| Pos. | Pilote              | Copilote          | Voiture                 | Groupe | Temps           | Écart         |
| ---- | ------------------- | ----------------- | ----------------------- | ------ | --------------- | ------------- |
| 1    | Juha Kankkunen      | Juha Piironen     | Peugeot 205 Turbo 16 E2 | B      | 3 h 04 min 34 s |               |
| 2    | Markku Alén         | Ilkka Kivimäki    | Lancia Delta S4         | B      | 3 h 07 min 26 s | + 2 min 52 s  |
| 3    | Kalle Grundel       | Benny Melander    | Ford RS200              | B      | 3 h 10 min 55 s | + 6 min 21 s  |
| 4    | Mikael Ericsson     | Reinhard Michel   | Audi 90 Quattro         | A      | 3 h 16 min 19 s | + 11 min 45 s |
| 5    | Gunnar Pettersson   | Arne Pettersson   | Audi Coupé Quattro      | A      | 3 h 17 min 05 s | + 12 min 31 s |
| 6    | Jean-Claude Andruet | Annick Peuvergne  | Citroën BX 4TC          | B      | 3 h 18 min 59 s | + 14 min 25 s |
| 7    | Philippe Wambergue  | Jean-Bernard Vieu | Citroën BX 4TC          | B      | 3 h 21 min 17 s | + 16 min 43 s |
| 8    | Sören Nilsson       | Åke Gustavsson    | Audi 90 Quattro         | A      | 3 h 21 min 19 s | + 16 min 45 s |
| 9    | Ola Strömberg       | Per Carlsson      | Ford Escort RS Turbo    | A      | 3 h 21 min 53 s | + 17 min 19 s |
| 10   | Kenneth Eriksson    | Peter Diekmann    | Volkswagen Golf GTI     | A      | 3 h 22 min 05 s | + 17 min 31 s |
| 11   | Roger Ericsson      | Per Rosendahl     | Subaru Leone RX Turbo   | A      | 3 h 24 min 03 s | + 19 min 29 s |
| 12   | Björn Johansson     | Anders Olsson     | Opel Kadett GSi         | A      | 3 h 25 min 45 s | + 21 min 11 s |

#### Torsby - Karlstad
Le retour sur Karlstad ne change pas la physionomie de la course, Kankkunen gérant parfaitement la course. Le compresseur a été changé sur la Lancia d'Alén, et celui-ci signe maintenant de très belles performances, insuffisantes toutefois pour inquiéter le pilote Peugeot, qui conserve près de deux minutes et demie d'avance à la fin de l'étape. Toujours troisième, Grundel est à près de sept minutes, loin devant les Audi d'Ericsson et de Pettersson qui se disputent toujours âprement la tête du groupe A et ont nettement distancé Andruet. Sur la deuxième BX, Wambergue a été ralenti par des problèmes de moteur et a rétrogradé en huitième position derrière l'Audi groupe A de Sören Nilsson.

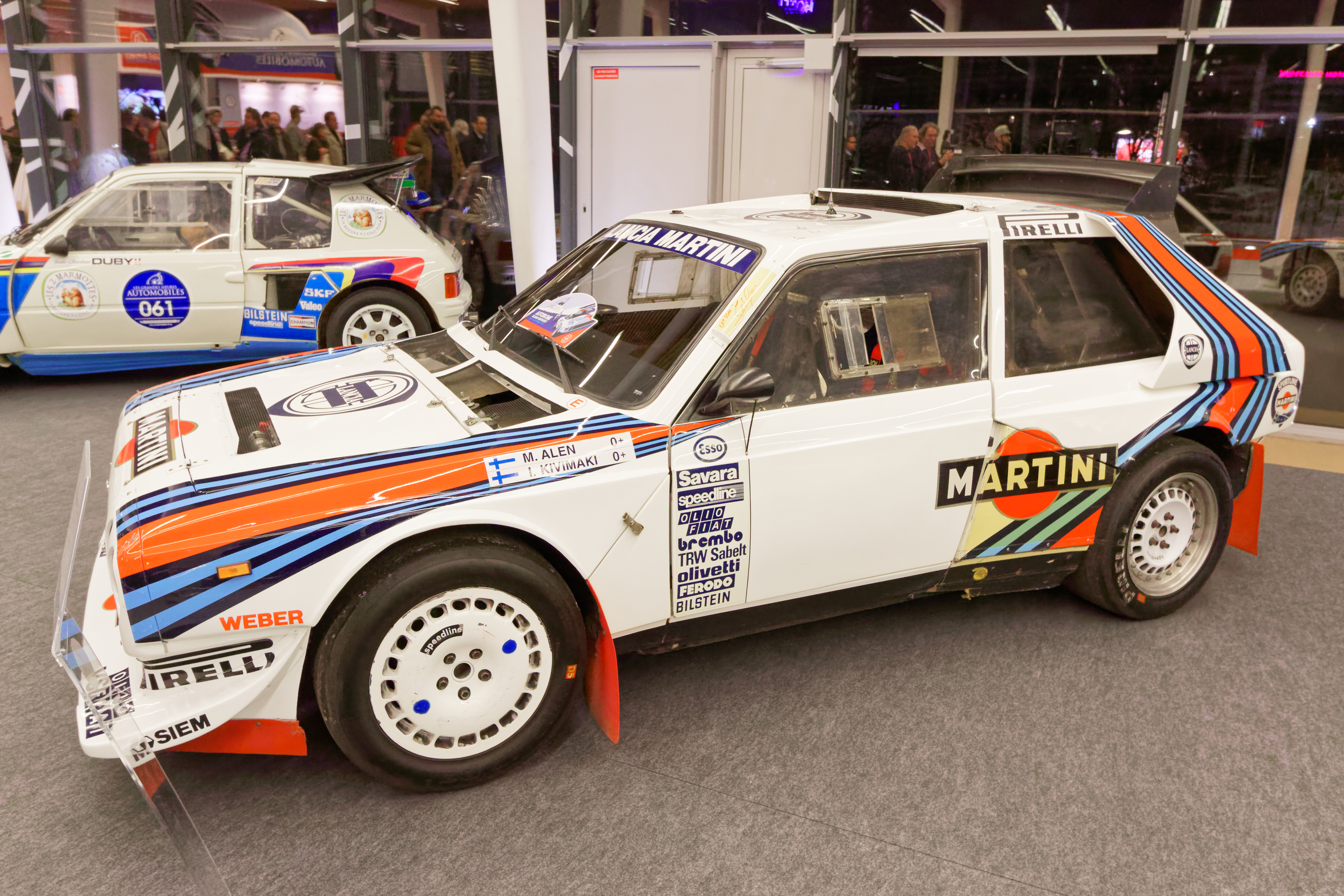
Une Lancia Delta S4 semblable à celle de Markku Alén, second à l'issue de la deuxième étape.

| Pos. | Pilote              | Copilote          | Voiture                 | Groupe | Temps           | Écart         |
| ---- | ------------------- | ----------------- | ----------------------- | ------ | --------------- | ------------- |
| 1    | Juha Kankkunen      | Juha Piironen     | Peugeot 205 Turbo 16 E2 | B      | 4 h 02 min 43 s |               |
| 2    | Markku Alén         | Ilkka Kivimäki    | Lancia Delta S4         | B      | 4 h 05 min 11 s | + 2 min 28 s  |
| 3    | Kalle Grundel       | Benny Melander    | Ford RS200              | B      | 4 h 09 min 36 s | + 6 min 53 s  |
| 4    | Mikael Ericsson     | Reinhard Michel   | Audi 90 Quattro         | A      | 4 h 16 min 10 s | + 13 min 27 s |
| 5    | Gunnar Pettersson   | Arne Pettersson   | Audi Coupé Quattro      | A      | 4 h 16 min 37 s | + 13 min 54 s |
| 6    | Jean-Claude Andruet | Annick Peuvergne  | Citroën BX 4TC          | B      | 4 h 21 min 31 s | + 18 min 48 s |
| 7    | Sören Nilsson       | Åke Gustavsson    | Audi 90 Quattro         | A      | 4 h 22 min 42 s | + 19 min 59 s |
| 8    | Philippe Wambergue  | Jean-Bernard Vieu | Citroën BX 4TC          | B      | 4 h 23 min 42 s | + 20 min 59 s |
| 9    | Kenneth Eriksson    | Peter Diekmann    | Volkswagen Golf GTI     | A      | 4 h 23 min 50 s | + 21 min 07 s |
| 10   | Roger Ericsson      | Per Rosendahl     | Subaru Leone RX Turbo   | A      | 4 h 26 min 31 s | + 23 min 48 s |
| 11   | Björn Johansson     | Anders Olsson     | Opel Kadett GSi         | A      | 4 h 29 min 17 s | + 26 min 34 s |
| 12   | Lasse Gundler       | Christian Bodén   | Audi Coupé Quattro      | A      | 4 h 32 min 07 s | + 29 min 24 s |

### Troisième étape
Au départ de la dernière étape, le dimanche matin, la victoire semble déjà acquise pour Kankkunen et l'intérêt de la course se reporte sur le duel en groupe A entre Ericsson et Pettersson, seulement séparés de vingt-sept secondes. Ce dernier reprend un peu de temps dans le secteur de Valåsen mais Ericsson contre-attaque aussitôt et parvient ensuite à tenir son adversaire à distance. Cependant, Kankkunen gère au mieux son avance sur Alén avant de lever un peu le pied dans les derniers secteurs chronométrés. Il remporte l'épreuve avec un peu moins de deux minutes d'avance sur son compatriote, permettant à Peugeot de rejoindre Lancia en tête du championnat du monde des constructeurs. Pour sa première sortie mondiale, la Ford RS200 obtient une encourageante troisième place grâce à Grundel. Quatrième, Ericsson s'impose en groupe A avec seulement dix-huit secondes d'avance sur Pettersson, tous deux terminant loin devant Andruet, la BX de Wambergue n'étant quant à elle pas allée au terme du rallye, moteur cassé. Classé vingt-quatrième sur son Alfa Romeo 33 de série, Jacques Panciatici a dominé le groupe N. Soixante-deux voitures ont terminé la course.

### Classements intermédiaires
Classements intermédiaires des pilotes après chaque épreuve spéciale

### Classement général

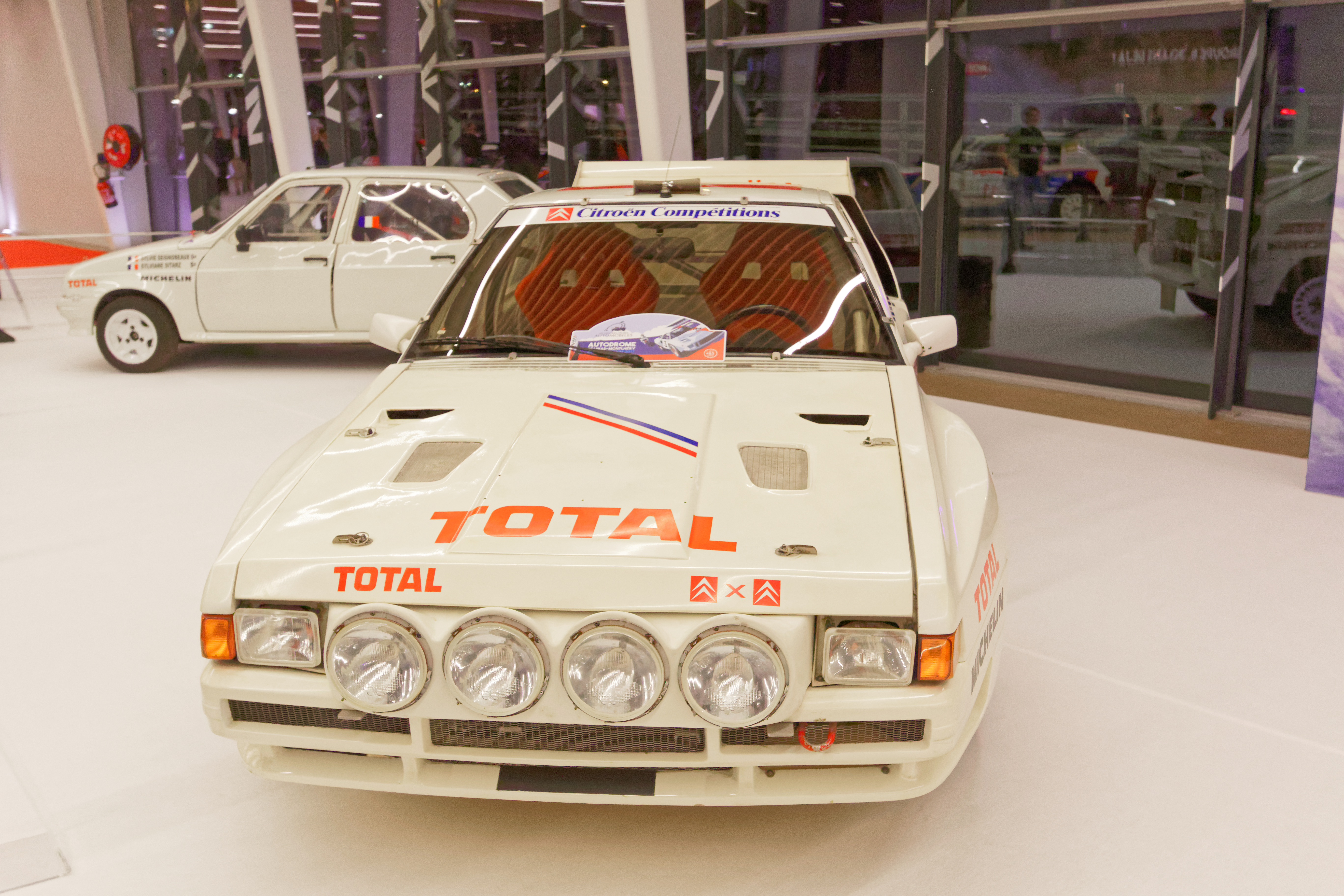
Bien que manquant encore de mise au point, la Citroën BX 4TC de Jean-Claude Andruet a terminé à la sixième place.

| Pos | No | Pilote              | Copilote         | Voiture                 | Temps           | Écart         | Groupe |
| --- | -- | ------------------- | ---------------- | ----------------------- | --------------- | ------------- | ------ |
| 1   | 4  | Juha Kankkunen      | Juha Piironen    | Peugeot 205 Turbo 16 E2 | 5 h 09 min 19 s |               | B      |
| 2   | 3  | Markku Alén         | Ilkka Kivimäki   | Lancia Delta S4         | 5 h 11 min 13 s | + 1 min 54 s  | B      |
| 3   | 8  | Kalle Grundel       | Benny Melander   | Ford RS200              | 5 h 15 min 35 s | + 6 min 16 s  | B      |
| 4   | 12 | Mikael Ericsson     | Reinhard Michel  | Audi 90 Quattro         | 5 h 24 min 39 s | + 15 min 20 s | A      |
| 5   | 13 | Gunnar Pettersson   | Arne Pettersson  | Audi Coupé Quattro      | 5 h 24 min 57 s | + 15 min 38 s | A      |
| 6   | 10 | Jean-Claude Andruet | Annick Peuvergne | Citroën BX 4TC          | 5 h 33 min 05 s | + 23 min 46 s | B      |
| 7   | 15 | Kenneth Eriksson    | Peter Diekmann   | Volkswagen Golf GTI     | 5 h 34 min 30 s | + 25 min 11 s | A      |
| 8   | 19 | Roger Ericsson      | Per Rosendahl    | Subaru Leone RX Turbo   | 5 h 38 min 01 s | + 28 min 42 s | A      |
| 9   | 27 | Björn Johansson     | Anders Olsson    | Opel Kadett GSi         | 5 h 41 min 22 s | + 32 min 03 s | A      |
| 10  | 18 | Sören Nilsson       | Åke Gustavsson   | Audi 90 Quattro         | 5 h 43 min 51 s | + 33 min 32 s | A      |

### Équipages de tête
- ES1 à ES6 :  Timo Salonen -  Seppo Harjanne (Peugeot 205 Turbo 16 E2)
- ES7 à ES12 :  Henri Toivonen -  Sergio Cresto (Lancia Delta S4)
- ES13 à ES30 :  Juha Kankkunen -  Juha Piironen (Peugeot 205 Turbo 16 E2)

### Vainqueurs d'épreuves spéciales
- Juha Kankkunen -  Juha Piironen (Peugeot 205 Turbo 16 E2) : 9 spéciales (ES 12 à 14, 16, 18, 23 à 25, 27)
- Markku Alén -  Ilkka Kivimäki (Lancia Delta S4) : 8 spéciales (ES 19 à 23, 26, 29, 30)
- Timo Salonen -  Seppo Harjanne (Peugeot 205 Turbo 16 E2) : 6 spéciales (ES 1 à 6)
- Henri Toivonen -  Sergio Cresto (Lancia Delta S4) : 5 spéciales (ES 5, 7, 8, 10, 11)
- Kalle Grundel -  Benny Melander (Ford RS200) : 5 spéciales (ES 12, 15, 17, 26, 28)
- Stig Blomqvist -  Bruno Berglund (Ford RS200) : 1 spéciale (ES 9)

## Résultats des principaux engagés
| No | Pilote              | Copilote          | Voiture                 | Groupe | Classement général                          | Class. groupe |
| -- | ------------------- | ----------------- | ----------------------- | ------ | ------------------------------------------- | ------------- |
| 1  | Stig Blomqvist      | Bruno Berglund    | Ford RS200              | B      | ab. dans la 12e spéciale (moteur)           | -             |
| 2  | Timo Salonen        | Seppo Harjanne    | Peugeot 205 Turbo 16 E2 | B      | ab. dans la 7e spéciale (filtre à huile)    | -             |
| 3  | Markku Alén         | Ilkka Kivimäki    | Lancia Delta S4         | B      | 2e à 1 min 54 s                             | 2e            |
| 4  | Juha Kankkunen      | Juha Piironen     | Peugeot 205 Turbo 16 E2 | B      | 1er                                         | 1er           |
| 5  | Henri Toivonen      | Sergio Cresto     | Lancia Delta S4         | B      | ab. dans la 13e spéciale (moteur)           | -             |
| 6  | Ingvar Carlsson     | Jan-Olof Bohlin   | Mazda 323 4WD           | A      | ab. dans la 15e spéciale (électricité)      | -             |
| 7  | Per Eklund          | Dave Whittock     | MG Metro 6R4            | B      | ab. dans la 2e spéciale (moteur)            | -             |
| 8  | Kalle Grundel       | Benny Melander    | Ford RS200              | B      | 3e à 6 min 16 s                             | 3e            |
| 9  | Malcolm Wilson      | Nigel Harris      | MG Metro 6R4            | B      | ab. dans la 14e spéciale (moteur)           | -             |
| 10 | Jean-Claude Andruet | Annick Peuvergne  | Citroën BX 4TC          | B      | 6e à 23 min 46 s                            | 4e            |
| 11 | Philippe Wambergue  | Jean-Bernard Vieu | Citroën BX 4TC          | B      | ab. après la 24e spéciale (hors délai)      | -             |
| 12 | Mikael Ericsson     | Reinhard Michel   | Audi 90 Quattro         | A      | 4e à 15 min 20 s                            | 1er           |
| 13 | Gunnar Pettersson   | Arne Pettersson   | Audi Coupé Quattro      | A      | 5e à 15 min 38 s                            | 2e            |
| 14 | Sebastian Lindholm  | Juha Saarinen     | Audi 80 Quattro         | A      | ab. dans la 3e spéciale (direction)         | -             |
| 15 | Kenneth Eriksson    | Peter Diekmann    | Volkswagen Golf GTI     | A      | 7e à 25 min 11 s                            | 3e            |
| 16 | Bertrand Balas      | Eric Lainé        | Alfa Romeo 33 4x4       | A      | Forfait                                     | -             |
| 17 | Erik Johansson      | Jan Ostensson     | Audi 80 Quattro         | A      | ab. dans la 2e spéciale (boîte de vitesses) | -             |
| 18 | Sören Nilsson       | Åke Gustavsson    | Audi 90 Quattro         | A      | 10e à 33 min 32 s                           | 6e            |
| 19 | Roger Ericsson      | Per Rosendahl     | Subaru Leone RX Turbo   | A      | 8e à 28 min 42 s                            | 4e            |
| 20 | Ola Strömberg       | Per Carlsson      | Ford Escort RS Turbo    | A      | ab. dans la 18e spéciale (sortie de route)  | -             |
| 21 | Arne Allansson      | Björn Cederberg   | Subaru Leone RX Turbo   | A      | ab. dans la 15e spéciale (turbo)            | -             |
| 22 | Lasse Gundler       | Christian Bodén   | Audi Coupé Quattro      | A      | 11e à 34 min 04 s                           | 7e            |
| 23 | Bror Danielsson     | Anders Eklind     | Subaru Leone RX Turbo   | A      | ab. dans la 3e spéciale (joint de culasse)  | -             |
| 27 | Björn Johansson     | Anders Olsson     | Opel Kadett GSi         | A      | 9e à 32 min 03 s                            | 5e            |
| 29 | Mats Jonsson        | Johnny Johansson  | Opel Kadett GSi         | A      | 12e à 35 min 33 s                           | 8e            |
| 53 | Jacques Panciatici  | «Tilber»          | Alfa Romeo 33 4x4       | N      | 24e à 1 h 14 min 41 s                       | 1er           |

## Classements des championnats à l'issue de la course

### Constructeurs
- Attribution des points : 12, 10, 8, 7, 6, 5, 4, 3, 2, 1 respectivement aux dix premières marques de chaque épreuve, additionnés de 8, 7, 6, 5, 4, 3, 2, 1 respectivement aux huit premières de chaque groupe (seule la voiture la mieux classée de chaque constructeur marque des points). Les points de groupe ne sont attribués qu'aux concurrents déclarés officiellement par le constructeur et ayant terminé dans les dix premiers au classement général.
- Seuls les sept meilleurs résultats (sur onze épreuves) sont retenus pour le décompte final des points[2].

| Pos. | Marque     | Points | M-C  | SUE  | POR | SAF | COR | ACR | NZ | ARG | FIN | SAN | RAC |
| ---- | ---------- | ------ | ---- | ---- | --- | --- | --- | --- | -- | --- | --- | --- | --- |
| 1    | Lancia     | 37     | 12+8 | 10+7 |     |     |     |     |    |     |     |     |     |
| 1=   | Peugeot    | 37     | 10+7 | 12+8 |     |     |     |     |    |     |     |     |     |
| 3    | Audi       | 29     | 8+6  | 7+8  |     |     |     |     |    |     |     |     |     |
| 4    | Volkswagen | 19     | 2+7  | 4+6  |     |     |     |     |    |     |     |     |     |
| 5    | Ford       | 14     | -    | 8+6  |     |     |     |     |    |     |     |     |     |
| 6    | Citroën    | 10     | -    | 5+5  |     |     |     |     |    |     |     |     |     |

- Note : Roger Ericsson n'ayant pas été déclaré pilote officiel pour le Rallye de Suède[6], Subaru n'engrange pas les huit points correspondant à la huitième place au classement général (trois points) associée à la quatrième place en groupe A (cinq points). De même, Opel ne marque pas les six points correspondant à la neuvième place de Björn Johansson au classement général (deux points) associée à la cinquième place en groupe A (quatre points).

### Pilotes
- Attribution des points : 20, 15, 12, 10, 8, 6, 4, 3, 2, 1 respectivement aux dix premiers de chaque épreuve.
- Seuls les sept meilleurs résultats (sur treize épreuves) sont retenus pour le décompte final des points.

| Pos. | Pilote              | Marque     | Points | M-C | SUE | POR | SAF | COR | ACR | NZ | ARG | FIN | CIV | SAN | RAC | USA |
| ---- | ------------------- | ---------- | ------ | --- | --- | --- | --- | --- | --- | -- | --- | --- | --- | --- | --- | --- |
| 1    | Juha Kankkunen      | Peugeot    | 28     | 8   | 20  |     |     |     |     |    |     |     |     |     |     |     |
| 2    | Henri Toivonen      | Lancia     | 20     | 20  | -   |     |     |     |     |    |     |     |     |     |     |     |
| 3    | Timo Salonen        | Peugeot    | 15     | 15  | -   |     |     |     |     |    |     |     |     |     |     |     |
| 3=   | Markku Alén         | Lancia     | 15     | -   | 15  |     |     |     |     |    |     |     |     |     |     |     |
| 5    | Hannu Mikkola       | Audi       | 12     | 12  | -   |     |     |     |     |    |     |     |     |     |     |     |
| 5=   | Kalle Grundel       | Ford       | 12     | -   | 12  |     |     |     |     |    |     |     |     |     |     |     |
| 7    | Walter Röhrl        | Audi       | 10     | 10  | -   |     |     |     |     |    |     |     |     |     |     |     |
| 7=   | Mikael Ericsson     | Audi       | 10     | -   | 10  |     |     |     |     |    |     |     |     |     |     |     |
| 9    | Gunnar Pettersson   | Audi       | 8      | -   | 8   |     |     |     |     |    |     |     |     |     |     |     |
| 10   | Bruno Saby          | Peugeot    | 6      | 6   | -   |     |     |     |     |    |     |     |     |     |     |     |
| 10=  | Jean-Claude Andruet | Citroën    | 6      | -   | 6   |     |     |     |     |    |     |     |     |     |     |     |
| 10=  | Kenneth Eriksson    | Volkswagen | 6      | 2   | 4   |     |     |     |     |    |     |     |     |     |     |     |
| 13   | Salvador Servià     | Lancia     | 4      | 4   | -   |     |     |     |     |    |     |     |     |     |     |     |
| 14   | Alain Oreille       | Renault    | 3      | 3   | -   |     |     |     |     |    |     |     |     |     |     |     |
| 14=  | Roger Ericsson      | Subaru     | 3      | -   | 3   |     |     |     |     |    |     |     |     |     |     |     |